# Lecideaceae
Lecideaceae is een botanische naam voor een familie van korstmossen behorend tot de orde Lecideales. Het typegeslacht is Lecidea.

## Geslachten
De familie Lecideaceae bestaat uit de volgende 29 geslachten:
- Amygdalaria (2)
- Bahianora (1)
- Bellemerea (10)
- Bryobilimbia (6)
- Catarrhospora (2)
- Cecidonia (2)
- Clauzadea (4)
- Farnoldia (6)
- Immersaria (4)
- Kephartia (2)
- Koerberiella (1)
- Labyrintha (1)
- Lecidea (ca. 100)
- Lecidoma (1)
- Melanolecia (7)
- Mycobilimbia  (56)
- Pachyphysis (1)
- Paraporpidia (3)
- Poeltiaria (5)
- Poeltidea (2)
- Porpidia (40)
- Porpidinia (2)
- Pseudopannaria (1)
- Rhizolecia (1)
- Romjularia (1)
- Schizodiscus (1)
- Stenhammarella (1)
- Stephanocyclos (1)
- Xenolecia (2)